# Жонатан Лардо
Жонатан Лардо (фр. Jonathan Lardot, 31 січня 1984) — бельгійський футбольний суддя. Найкращий футбольний арбітр країни сезону 2017/18.

## Кар'єра
Дебютував у бельгійській Про-Лізі у сезоні 2011/12.
7 липня 2013 року дебютував на міжнародному рівні в матчі відбіркового етапу на молодіжний чемпіонат Європи до 21 року між командами з Албанії та Угорщини.
11 липня 2013 року вперше обслужим матч єврокубків, ним стала гра першого кваліфікаційного раунду Ліги Європи між угорським «Гонведом» і чорногорським «Челіком».
26 липня 2013 року судив матч-відкриття сезону 2013/14 бельгійської Про-ліги між «Брюгге» і «Шарлеруа». У цій грі Лардо дав дві червоні картки Тіммі Сімонсу і Дамьєну Марку. Червона картка Сімонса на думку багатьох, була помилковою.
20 липня 2014 року обслужив матч за бельгійський Суперкубок, де зустрівся чинний чемпіон «Андерлехт» і володар Кубка країни «Локерен». Переможцем став столичний клуб, вигравши 2:1, а Жонатан показав за гру лише дві жовті картки.
14 травня 2018 року Лардо був обраний найкращим бельгійським арбітром сезону 2017/18.
Влітку 2018 року був серед арбітрів чемпіонату Європи серед юнаків до 19 років, що проходив у Фінляндії, де обслужив три гри, в тому числі півфінал між Італією і Францією (2:0).
27 травня 2024 року був визнаний арбітром сезону 2023–24 Жупіле Про Лізі.

## Матчі національних збірних
| Дата                   | Місце                      | Команди                           | Результати | Турнір                  | ЖК | YK · RK | RK |
| ---------------------- | -------------------------- | --------------------------------- | ---------- | ----------------------- | -- | ------- | -- |
| 26 березня 2013 року   | Люксембург                 | Люксембург — Фінляндія            | 0 — 3      | Товариський матч        | 2  | 0       | 0  |
| 18 листопада 2014 року | Таллінн                    | Естонія — Йорданія                | 1 — 0      | Товариський матч        | 3  | 0       | 0  |
| 11 жовтня 2015 року    | Брюссель, Бельгія          | Нігерія — Камерун                 | 3 — 0      | Товариський матч        | 3  | 1       | 0  |
| 25 березня 2016 року   | Люксембург                 | Люксембург — Боснія і Герцеговина | 0 — 3      | Товариський матч        | 2  | 0       | 0  |
| 24 березня 2017 року   | Вадуц                      | Ліхтенштейн — Північна Македонія  | 0 — 3      | Кваліфікація на ЧС-2018 | 3  | 0       | 0  |
| 28 березня 2017 року   | Брюссель, Бельгія          | Камерун — Гвінея                  | 1 — 2      | Товариський матч        | 6  | 0       | 0  |
| 18 листопада 2018 року | Белфаст, Північна Ірландія | Північна Ірландія — Австрія       | 1 — 2      | Ліга націй 2018/19      | 3  | 0       | 0  |

## Досягнення
- Арбітр сезону Жупіле Про Ліги (4): 2018–19, 2020–21, 2022–23, 2023–24[7]